# Dave Kilcoyne
David "Dave" Kilcoyne (Limerick, 14 dicembre 1988) è un rugbista a 15 irlandese, pilone di Munster.

## Biografia
Kilcoyne cominciò a giocare nel 2011 nel Pro12 con il Munster, e nel novembre dell'anno successivo debuttò a livello internazionale con l'Irlanda in un test match contro il Sudafrica.
Fece parte delle formazione di 45 giocatori selezionati per la preparazione in vista della Coppa del Mondo di rugby 2015, ma alla fine non venne inserito in squadra da Joe Schmidt che gli preferì Jack Mcgrath. Ebbe comunque modo di partecipare quattro anni più tardi all'edizione seguente che si disputò in Giappone.

## Palmarès
- United Rugby Championship: 1
Munster: 2022-23